# Octopus (альбом Gentle Giant)
Octopus (в переводе с англ. — «Осьминог») — студийный альбом британской рок-группы Gentle Giant, выпущенный лейблом Vertigo Records в 1972 году. Альбом включает восемь композиций, и его название часто трактуется как восемь опусов.
Британское издание альбома вышло с обложкой с рисунком Роджера Дина, а у американского издания была другая обложка, с рисунком Чарльза Уайта.
Композиция «The Advent of Panurge» написана по мотивам романа Франсуа Рабле «Гаргантюа и Пантагрюэль». Песня «A Cry For Everyone» посвящена работе и убеждениям франко-алжирского писателя Альбера Камю. Трек «Knots» (с англ. — «Узлы») основан на впечатлениях от одноимённой книги шотландского психиатра Рональда Дэвида Лэйнга, вышедшей в 1970 году.
Альбом занимает 20 место в списке «25 лучших классических альбомов прогрессивного рока» по версии PopMatters и 16 место в списке «50 величайших прог-рок-альбомов всех времён» журнала Rolling Stone.

## Список композиций
Сторона А
1. The Advent of Panurge — 4:40
2. Raconteur Troubadour — 3:59
3. A Cry for Everyone — 4:02
4. Knots — 4:09

Сторона Б
1. The Boys In the Band — 4:32
2. Dog’s Life — 3:10
3. Think of Me with Kindness — 3:33
4. River — 5:54

## Участники записи
- Гэри Грин — гитара, перкуссия
- Кери Минниар — все клавишные, вибрафон, перкуссия, виолончель, синтезатор Moog, ведущий и бэк-вокал
- Дерек Шульман — ведущий вокал, альт-саксофон
- Фил Шульман — саксофоны, труба, мелофон, ведущий и бэк-вокал
- Рей Шульман — бас-гитара, скрипка, гитара, перкуссия, вокал
- Джон Уэзерс — барабаны, перкуссия, ксилофон